# اتفاقية بوغندا لعام 1955
عُقِدَت اتفاقية بوغندا لعام 1955 في 18 أكتوبر من نفس العام بين السير أندرو كوهين، الحاكم والقائد الأعلى لمحمية أوغندا، بالنيابة عن صاحبة الجلالة الملكة إليزابيث الثانية ملكة المملكة المتحدة لبريطانيا العظمى وآيرلندا الشمالية من جانب؛ وإدوارد ويليام فريديريك دافيد والوغيمبي موتيبي لوانغولا موتيسا الثاني، ملك «بوغندا» ممثلاً لملكة «بوغندا» وزعمائها وشعبها من جانب آخر. وضعت الاتفاقية الجديدة حداً للخلاف في المفاوضات بين الحاكم، الذي أراد لـ«أوغندا» أن تكون دولة موحدة، والكاباكا (الملك) الذي نادى باستقلال «بوغندا» بهدف حماية هويتها. ووافق الكاباكا باسم شعب «بوغندا» على التعاون الجاد مع الحاكم وتأمين المحمية البريطانية وتعهد بمساعدة وإرشاد نفسه وشعبه ومملكته على المسار الصحيح. وتظهر في آخر الاتفاقية توقيعات الحاكم والكاباكا وغيرهم ممن شَهِدَ انعقادها.
قبل أواخر القرن التاسع عشر، كانت «بوغندا» إحدى الممالك القوية بشرق إفريقيا. وتقع «بوغندا» على امتداد الساحل الشمالي الغربي لبحيرة فيكتوريا، المنطقة المعروفة حالياً بجنوب وسط أوغندا. أعطت اتفاقية بوغندا، التي وُقِعَت عام 1900، لـ«بوغندا» درجة كبيرة من الاستقلالية داخل نطاق المحمية البريطانية أوغندا. وقد تم تعديل تلك الاتفاقية بهذه التي وُقِّعت في عام 1955.